# Kościół Świętej Trójcy w Wysiedlu
Kościół Świętej Trójcy w Wysiedlu – katolicki kościół filialny zlokalizowany we wsi Wysiedle w gminie Łobez, w powiecie łobeskim (województwo zachodniopomorskie). Należy do parafii Najświętszego Serca Jezusowego w Zajezierzu.

## Historia i architektura
Kościół został wzniesiony w 1580 roku z fundacji Joachima Borcka. Utrzymany w renesansowym stylu, sytuowany jest na planie prostokąta, z trójbocznie zamkniętą absydą. Murowany jest z cegły, z kamiennymi detalami. Otynkowany z zewnątrz, kryty jest dachówką. Szczyt nad absydą ozdobiony jest gzymsami, pilastrami i dwoma rzędami okrągłołukowych nisz. Północne wejście, zamknięte okrągłym łukiem, zostało zamurowane. W XVIII wieku do południowej strony kościoła dobudowana została obszerna krypta. Jej górna kondygnacja, otwarta do wnętrza kościoła, pełniła dawniej funkcję dworskiej empory. Szczyt krypty wymurowany został w technice ryglowej. Okna kościelne umiejscowione są wysoko, zamknięte prosto lub łukiem koszowym. Od zachodu do kościoła przylega dostawiona w XVIII wieku drewniana, oszalowana wieża, zwężająca się ku górze, zwieńczona strzelistym ośmiobocznym hełmem krytym gontem.
Wnętrze kościoła nakrywa drewniany, belkowany strop. W kościele zachowały się bogate elementy historycznego wyposażenia:
- pięcioboczny, gotycki ołtarz ze sceną Ukrzyżowania Jezusa w centralnej części, ufundowany przez Herninga Borcka w 1606 roku[2]
- chrzcielnica z 1623 roku[2][3]
- zdobiona płaskorzeźbami i rzeźbami ambona z 1624 roku[2][3]
- empory chórowe wzdłuż trzech ścian, z 1606 roku, zdobione malowidłami przedstawiającymi sceny biblijne[3]
- XVIII-wieczna balustrada[3]

Po II wojnie światowej kościół został konsekrowany jako świątynia katolicka w 1947 roku.